# بیابان سونورا

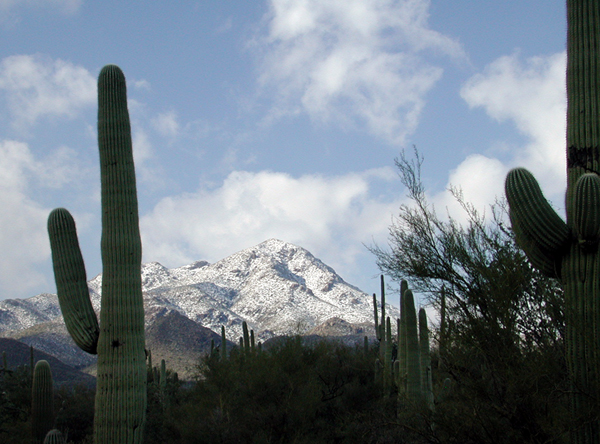
بیابان سونورا

بیابان سونورا (به انگلیسی: Sonoran Desert) بیابانی است در آمریکای شمالی که در دو سوی مرز ایالات متحده آمریکا و مکزیک قرار گرفته‌است.
این بیابان بخش‌های بزرگی از ایالت‌های آریزونا و کالیفرنیا در آمریکا و ایالت سونورا در مکزیک را می‌پوشاند. سونورا با مساحت ۳۱۱٬۰۰۰ کیلومتر مربع یکی از بزرگ‌ترین و گرمترین بیابان‌های بخش شمالی قاره آمریکا است. این بیابان گونه‌های زیادی از گیاهان و جانوران کمیاب را در خود جای داده‌است از جمله کاکتوس ساگوارو.